# 規範意識
規範意識（きはんいしき）とは、道徳、倫理、法律等の社会のルールを守ろうとする意識のこと。遵法精神ともいう。

## 「規範」の範囲の解釈
規範、道徳、法律は類似するものであるものの、必ずしも一致するものとは限らない。
通常、法律の遵守は規範であると考えられるが、いかなる場合であっても法律を守ることが規範意識であるのかというと、違和感を覚える人もいるであろう（例えば、交通量の極めて少ない場所での信号無視や、保護者同伴の席での未成年者の飲酒、駐禁場所でのやむをえない一時駐車など）。